# Lending Club
Lending Club es una compañía estadounidense de préstamo entre particulares, con sede en San Francisco (California). Fue el primer sitio de préstamo entre particulares en registrar sus productos  como valores con la Securities and Exchange Commission (SEC), y ofrecer un servicio de préstamos en el mercado secundario. En junio de 2013, Lending Club había generado más de 2.000 millones de dólares en préstamos, y una media de 2,7 millones en peticiones de nuevos préstamos.

## Historia

### Primeros años
Lending Club se comenzó inicialmente en Facebook como una de las primeras aplicaciones de Facebook. Tras recibir 10,26 millones en una ronda de financiación Series A en agosto de 2007, de los inversores de capital riesgo Norwest Venture Partners y Canaan Partners, Lending Club se convirtió en una compañía exclusivamente de préstamo entre particulares.
El 8 de abril de 2008, Lending Club suspendió temporalmente el registro de nuevos prestamistas, canceló su programa afiliado e inició un ‘’periodo de moratoria" mientras esperaba la aprobación de su artículo sobre la letra de cambio a sus prestamistas. El 20 de junio de 2008, Lending Club remitió una circular S-1 con la U.S. Securities and Exchange Commission (SEC) buscando el registro de 600 millones de dólares en "Notas pendientes de pago de miembros" con el fin de que fuese registrado en su página web. El 1 de agosto de 2008, Lending Club remitió una enmienda a su formulario S-1 fijando los nuevos cálculos de las tasas de interés así como remitiendo más detalles sobre el "sistema de transacciones de recompra". El 14 de octubre de 2008, Lending Club anunció la conclusión del proceso de registro de la SEC, publicando la respuesta en su página web, y retomando el registro de nuevos prestamistas. Las transacciones realizadas desde el 14 de octubre de 2008 representan valores de Lending Club más que obligaciones contractuales con el último prestatario y son negociables (pueden ser compradas y vendidas) en la plataforma de comercio Foliofn. En marzo de 2009, Lending Club obtuvo 12 millones de dólares en una ronda de captación de fondos de Series B llevaba a cabo por Morgenthaler Ventures.

### 2010
En abril de 2010 se obtuvieron 24,5 millones de dólares en Series C con Foundation Capital a la cabeza y se unieron inversores ya existentes como Morgenthaler Ventures, Norwest Venture Partners y Canaan Partners. En agosto de 2011, Lending Club obtuvo 25 millones de dólares adicionales de capital riesgo procedente de Union Square Ventures y Thomvest, propiedad de la familia Thomson de Thomson-Reuters. Este préstamo a Lending Club supuso una ganancia de 275 millones de dólares de valoración postmonetaria y un incremento de 80 millones de dólares de valoración respecto al año precedente. El fundador de Thomson-Reuters Peter J. Thomson también invirtió una cantidad no revelada de su fortuna personal en Lending Club.
En el otoño de 2011, la sede de Lending Club fue trasladada al centro de San Francisco; sus primeras oficinas estaban situadas en Sunnyvale y Redwood City. El cofundador Soul Htite se marchó a China para abrir SinoLending, una compañía de préstamo entre particulares con base en Shanghái. En 2012, la compañía daba empleo a unas 80 personas, con Renaud Laplanche continuando como CEO y presidente de la compañía. La compañía promediaba unos 1,5 millones de dólares diarios en peticiones de crédito, con un total de 600 millones de dólares desde su fundación.
En abril de 2012, el registro SEC de Lending Club de 2008 fue renovado por un total de 1000 millones de dólares en el departamento de Movimientos Pendientes de Pago por sus miembros y se hizo efectivo el 10 de abril de 2012. En junio de 2012, la compañía recibió 15 millones de dólares en nuevos fondos por parte de Kleiner Perkins Caufield & Byers y 2,5 millones de la fortuna personal de John J. Mack. La miembro de Kleiner Perkins Mary Meeker introdujo a Mack en la cúpula directiva de Lending Club. Esto incrementó hasta los 570 millones de dólares la valoración de la compañía. En noviembre de 2012, Lending Club había sobrepasado los 1000 millones dólares en préstamos desde su concepción y anunciaron que contaban con un flujo de caja positivo.
El 15 de marzo de 2013, Lending Club había facilitado más de 100 000 préstamos, por un total de 1500 millones de dólares. En mayo de 2013 Google adquirió una participación en Lending Club, llevando a la compañía a tener una valoración de 1550 millones, que es aproximadamente tres veces lo que la compañía valía en junio de 2012. La inversión de Google fue parte de los 125 millones de dólares recaudados en ronda secundaria. A día de hoy Lending Club es la responsable de haber facilitado más de 1900 millones de dólares en préstamos.
También empezaron a colaborar con pequeños bancos con el fin de ayudar a impulsar sus pequeñas operaciones de préstamos. En junio de 2013 la compañía colaboró con Titan Bank en Texas y  Congressional Bank en Maryland con el fin de ayudarles a facilitar préstamos que de otro modo hubiesen supuesto perder dinero para ellos. El fundador ha sostenido que los planes de Lending Club pasan por abrir una plataforma de préstamos a pequeños negocios entre finales de 2013 o principios de 2014, una vez que hayan superado los 2000 millones de dólares en préstamos en junio de 2013. La compañía está lista para lanzar una OPV en 2014.

## Modelo de negocio

### Descripción
Lending club permite a sus prestatarios crear listas de préstamos en su página web aportando datos de ellos mismos y de los préstamos que les gustaría obtener. Todos los préstamos son préstamos a particulares no asegurados que pueden rondar entre 1.000 y 35.000 dólares. En función de la puntuación de crédito del prestatario, el historial de crédito, de la cantidad solicitada y del ratio entre ingresos y gastos del prestatario, Lending Club determina si el prestatario es digno de confianza y asigna a los préstamos que son aprobados un grado de crédito que determina la tasas y el tipo de interés a pagar. Los préstamos están solo disponibles para los residentes de 43 estados de Estados Unidos y pueden ser amortizados anticipadamente sin penalización. El tiempo estándar de préstamo es de unos tres años; también está disponible el periodo de cinco años con un tipo de interés mayor y tasas adicionales.
Los inversores pueden buscar y definir los préstamos en la página web de Lending Club y seleccionar los préstamos en los que desea invertir sobre la base de la información aportada sobre el solicitante, la cantidad del préstamo, el nivel de interés, y el propósito del préstamo. Los préstamos sólo pueden ser seleccionados conforme a los tipos de interés definidos por Lending Club pero los inversores pueden decidir que cantidad destinar a cada solicitud, con una inversión mínima de $25.
Los inversores obtienen dinero en función del tipo de interés, cuyas tasas van del 6,03% al 24,89%, dependiendo del grado de crédito asociado al préstamo. Lending Club obtiene dinero de aplicar a los solicitantes una cuota inicial y a los inversores unos gastos de administración. El tamaño de la cuota inicial depende del grado de crédito y abarca del 1,1 al 5 por ciento de la cantidad prestada. El montante de los gastos de administración es del 1% de todas las cantidades pagadas por el solicitante. La compañía facilita tipos de interés que son beneficiosos tanto para prestatarios como para prestamistas que el que se obtiene en la mayoría de los bancos. Tiene una media de retorno a los inversores de entre un seis y un nueve por ciento desde su fundación hasta 2013. Sin embargo, dado que los prestamistas hacen préstamos personales a individuos en la página sus retornos son tributados como ingresos personales en lugar de como ingresos por inversión, por lo que están sujetos a un tipo impositivo mayor en sus ingresos que el que se produce en inversiones alternativas.
En términos acumulados, en 2007 Lending Club facilitó 4,8 millones de dólares en préstamos, 24,8 millones en 2008, 76,6 millones en 2009, por encima de 202 millones en 2010, más de 460 millones en 2011, y se rozaron los mil millones en 2012--quinientos millones de dólares fueron entregados en los nueve meses comprendidos entre febrero y noviembre. Durante mayo de 2013, 148 millones de dólares habían sido entregados en préstamos a través de la plataforma Lending Club.

### Propiedad de los préstamos
Una vez que los préstamos son emitidos, Lending Club adquiere los préstamos al banco emisor y los préstamos se convierten en responsabilidad de Lending Club, y no de los prestatarios finales: Lending Club promete pagar al prestamista los pagos recibidos del beneficiario del préstamo, menos las tasas de servicio, mientras los créditos figuran como carentes de garantía. Esto significa que existe el riesgo de perder todo o parte de la inversión si  Lending Club se volviera insolvente o declarase la bancarrota, incluso si el receptor del préstamo siguiese pagando.
Los inversores tienen la posibilidad de poner sus inversiones en venta antes de que el préstamo sea completamente financiado. Este servicio es ofrecido en colaboración con FOLIOfn Investments que carga una tasa del 1% en las ventas, convirtiendo a Lending Club en la primera red de préstamos entre personas que ofrece un mercado secundario para préstamos entre personas. Otras plataformas de préstamos entre personas se han vinculado desde entonces con FOLIOfn Investment para ofrecer un mercado secundario.

### Riesgo de crédito
Cuando fue fundada inicialmente, Lending Club se posicionó como un servicio de red social y fijar unas bases para que existiese la oportunidad de encontrar grupos afines, basándose en la teoría de que los solicitantes de préstamos serían más reconocidos para los prestamistas si existiesen afinidades y una vinculación social. Desarrollaron un algoritmo llamado LendingMatch para identificar factores de relación social como la ubicación geográfica, o la vinculación educativa o profesional, y permitir su contacto a través de la red social.
Tras registrarse con la SEC, Lending Club dejó de presentarse a sí misma como red social pero manteniendo que la vinculación social ayudaba a reducir el riesgo intrínseco. A día de hoy se presenta el algoritmo tan sólo como una herramienta de búsqueda para inversores para encontrar préstamos que puedan ser de su interés, usando las características del solicitante y el tipo de crédito así como su duración, el tipo de interés medio esperado, la capacidad financiera del solicitante, desempeño laboral, estado de propiedad inmobiliaria y otros elementos como motivos de búsqueda. Lending Club se centra en solicitantes con un alto poder adquisitivos, rechazando aproximadamente un 90% de las solicitudes de préstamo que reciben y asigna un tipo de interés acorde al inversor y al criterio de crédito del solicitante. Sólo los solicitantes con una puntuación FICO de 660 o superior pueden ver aprobadas sus solicitudes de préstamo. Lending Club rechaza más del 90% de las solicitudes de préstamo.

### Estadísticas de comportamiento de los préstamos
A 22 de marzo de 2013, los receptores de préstamos de Lending Club tenían una puntuación FICO media de 706, un retorno del 16% (excluyendo hipotecas), +14 años de créditos, 70.491 dólares de ingresos personales y una media de 12.855 dólares por préstamos que es usado para reagrupar deudas o para financiar pagos de tarjetas de crédito. Los inversores han aportado 1.501.287.675 dólares en préstamos y han recibido 128.277.038 dólares de intereses. La media nominal del tipo de interés es del 16,34%, y una tasa de impagos del 4%, y una tasa de retorno anual neta (neto de impagos y gastos de administración) del 9,64%. La media de retorno de inversión para los inversores de Lending Club se encuentra entre el 5,47% y el 10,22%, con 23 trimestres consecutivos de crecimiento al término del segundo trimestre de 2013.
En mayo de 2013 Lending Club publicó préstamos por valor de 148 millones de dólares en nuevos préstamos llevando el total de préstamos publicados hasta esa fecha a los 1.800 millones de dólares y es actualmente la mayor plataforma de préstamos entre personas del mundo.

## Equipo directivo
- John Mack, asesor, Morgan Stanley[48]
- Mary Meeker, asociado, Kleiner Perkins Caufield & Byers[49]
- Hans Morris, director de asesoría, General Atlantic, antiguo presidente de Visa Inc[50]
- Lawrence H. Summers, Profesor, Universidad de Harvard[51][52]
- Renaud Laplanche, CEO, Lending Club[51]
- Daniel T. Ciporin, asociado, Canaan Partners[51][53]
- Jeff Crowe, gestor, Norwest Venture Partners[51]
- Rebecca Lynn, asociada, Morgenthaler Ventures[51]

## Reconocimientos
En 2011 y 2012 fue nombrada una del AlwaysOn Global 250. Lending Club fue ganadora del Pionero Tecnológico del World Economic Forum 2012. Ha sido reconocida por Forbes como una de las veinte compañías americanas más prometedoras en 2011 y 2012, y por Fast Company como una de las diez compañías financieras más innovadoras del mundo. Fue nombrada como una más del Disruptor 50 por CNBC en mayo de 2013, por sus rompedoras innovaciones en la siguiente generación de los servicios financieros.